# Ніколя Девальк
Ніколя Девальк (фр. Nicolas Dewalque, нар. 20 вересня 1945, Рімст) — бельгійський футболіст, що грав на позиції захисника.
Виступав, зокрема, за «Стандард» (Льєж), з яким став триразовим чемпіон Бельгії та дворазовим володарем Кубка Бельгії, а також національну збірну Бельгії, у складі якої був учасником чемпіонату світу 1970 року.

## Клубна кар'єра
У дорослому футболі дебютував 1963 року виступами за команду «Стандард» (Льєж), в якій провів тринадцять сезонів, взявши участь у 296 матчах чемпіонату. Більшість часу, проведеного у складі «Стандарда», був основним гравцем захисту команди. За цей час тричі поспіль (1969—1971) виборював титул чемпіона Бельгії і двічі поспіль Кубок Бельгії в 1966 і 1967 роках.
Завершив ігрову кар'єру у команді «Льєж», за яку виступав протягом 1976—1979 років.

## Виступи за збірну
28 жовтня 1967 року дебютував в офіційних матчах у складі національної збірної Бельгії в грі відбору на Євро-1968 проти Франції (1:1).
У складі збірної був учасником чемпіонату світу 1970 року у Мексиці, на якому зіграв у всіх трьох матчах своєї збірної — проти Сальвадору (3:0), Радянського Союзу (1:4) та Мексики (0:1), а збірна не подолала груповий етап.
Загалом протягом кар'єри у національній команді, яка тривала 9 років, провів у її формі 33 матчі.

## Титули і досягнення
- Чемпіон Бельгії (3):

«Стандард» (Льєж): 1968–69, 1969–70, 1970–71
- Володар Кубка Бельгії (2):

«Стандард» (Льєж): 1965–66, 1966–67
- Володар Кубка бельгійської ліги (1):

«Стандард» (Льєж): 1975